# Демографска историја Суботице
| Година | Становника |
| ------ | ---------- |
| 1702.  | 1.969      |
| 1720.  | 2.200      |
| 1765.  | 9.556      |
| 1766.  | 9.730      |
| 1770.  | 9.840      |
| 1771.  | 10.252     |
| 1772.  | 10.364     |
| 1778.  | 21.471     |
| 1785.  | 23.000     |
| 1786.  | 24.000     |
| 1836.  | 32.984     |
| 1850.  | 48.126     |
| 1868.  | 63.000     |
| 1869.  | 57.556     |
| 1880.  | 62.556     |
| 1890.  | 74.250     |
| 1900.  | 82.835     |
| 1910.  | 93.232     |
| 1919.  | 101.286    |
| 1921.  | 90.961     |
| 1931.  | 100.058    |
| 1941.  | 102.726    |
| 1948.  | 63.079     |
| 1953.  | 66.091     |
| 1961.  | 75.036     |
| 1971.  | 88.813     |
| 1981.  | 100.516    |
| 1991.  | 100.386    |
| 2002.  | 99.981     |
| 2011.  | 105.681    |

Демографска историја Суботице

## Преглед демографске историје
Пре отоманских освајања у 16. веку, у граду су живели углавном Мађари, док су током Отоманске владавине (16-17. век) живели углавном Муслимани и Срби. Од краја 17. века до друге половине 19. века, у Суботици су живели углавном Буњевци, а до половине 18. века у граду је у знатном броју живело и српско становништво, које се тада делимично исељава, а у Суботицу почињу да се насељавају Мађари, Словаци, Немци, итд.
На крају 19. и почетком 20. века, резултати пописа показују да су говорници мађарског језика били бројнији него говорници буњевачког говора. Ипак, не може се са сигурношћу тврдити да ли су Мађари или Буњевци били најбројнији народ у Суботици у то време. По тврдњи неких историчара (на пример британског историчара Алена Џона Персивала Тејлора), пописи становништва одржани у Краљевини Угарској током овог времена се сматрају делимично нетачним, јер нису вршене по етничком саставу или стриктно по матерњем језику, него такође по „језику који је обично у употреби“. Стога резултати пописа претерују у броју становника који говоре мађарски, пошто је ово био званични језик у то доба, и многи грађани којима мађарски није био матерњи (Буњевци, Јевреји, итд) су на попису изјавили да се служе овим језиком. Политика мађаризације (хунгаризације) Мађарске владе је такође имала велики утицај, због тога што је велики број Буњеваца био мађаризован, односно, њихов матерњи (јужнословенски) језик је био замењен мађарским језиком. Код дела Буњевачког становништва био је изражен билингвализам (двојезичност), с којим се управо може објаснити разлика у резултатима угарских пописа пре 1918. године и југословенских пописа после 1918. године (на којима је већина становништва Суботице изјавила да говори српски или хрватски језик), односно, овде се очигледно ради о истој (двојезичној) популацији, која је за време угарске управе на пописима писала мађарски језик, а за време југословенске управе српски или хрватски језик.
Према пописима становништва Краљевине Југославије који су одржани између два светска рата, у Суботици су најбројнији били говорници српског или хрватског језика католичке вере, односно Буњевци. Неки мађарски историчари тврде да је попис одржан 1931. године тачнији него пописи одржани одмах након формирања Југославије (1919, 1921), будући да претходна два показују изузетно ниске бројке за Мађаре, јер, према њима, нова југословенска власт је имала политичке разлоге да умањи исказану бројност мађарске популације.
Мађарски попис становништва Суботице из 1941. године (за који су неки историчари рекли да је тенденциозан и да није за јавну употребу), показује да 59,9% становништва говори мађарским језиком, тј. да је број становника који говори мађарски порастао за око 20.000 у односу на претходни попис (од 41.401 (или 41,38%) у 1931. на 61.581 (или 59,9%) у 1941). Истовремено, смањен је број говорника српског или хрватског језика са 53.484 (или 53,45%) у 1931. на 38.428 (или 37,41%) у 1941.
Наредни пописи спроведени у СФРЈ исказују етнички састав становништва, и према попису из 1948. године (спроведеном на истом градском подручју као и претходни пописи) у Суботици је било 46,10% Мађара, 40,65% Хрвата и 10,35% Срба. На пописима у СФРЈ, Буњевцима није било дозвољено да изразе своје национално опредељење, тако да су сви који су се изјашњавали као Буњевци били сврстани у Хрвате, све до пописа из 1991. године који Буњевце и Хрвате исказује посебно.
Податке о смањењу броја становника Суботице са 100.058 у 1931. години (или 102.726 у 1941. години) на 63.079 у 1948. години треба узети са резервом, јер је градско подручје Суботице раније било пространије и обухватало је и територије 16 околних пустара, на којима су се налазили салаши, али су те групе салаша тек после Другог светског рата постале самостална насеља, тако да њихово становништво више није рачунато у број становника самог града. Тиме се може објаснити и разлика у етно-лингвистичком саставу становништва Суботице на предратним и послератним пописима, односно, пописи спроведени пре Другог светског рата обављени су на тадашњем пространијем градском подручју на којем је преовлађивало буњевачко (и српско) становништво, док су послератни пописи обављени на територијално умањеном градском подручју на којем је тада преовлађивало мађарско становништво. 1953. године Мађара има 32.194 или 50,6%. Следећи пописи такође исказују Мађаре као најбројнију етничку групу у граду, с тим да је њихово процентуално учешће у опадању: 50,02% у 1961, 48,49% у 1971, 43,84% у 1981, 39,6% у 1991 и 34,99% у 2002.
Интересантно је напоменути да је према попису из 1850. године Суботица имала 48.126 становника. Пре Првог светског рата овај број је скоро достигао цифру од 100.000 људи. Када је Суботица постала део Краљевине Срба, Хрвата и Словенаца у 1918, била је трећи по величини град новоформиране државе, одмах иза Београда и Загреба. Касније су је претекли многи други градови региона.
После пописа у Румунији и Србији из 2002. године, Суботица је постала највећи град ван Мађарске у ком су Мађари најбројнија етничка група (До тада је то био град Таргу Муреш у Румунији, али Мађари више нису најбројнија етничка група у овом граду). У другој половини 20. века, а нарочито током деведесетих година, у граду се повећала бројност српског становништва, које је по попису из 2002. године чинило другу по бројности етничку групу у Суботици.

## Подаци из 1720. године
Према попису из 1720. године, Суботица је имала 264 дома са више од 2.200 житеља. Становништво су углавном чинили Буњевци и Срби, а у попису је забележен податак да у граду живе само 2 Мађара, од којих је један био граничар, а други ковач.

## Подаци из 1743. године
Становништво Суботице 1743. године:
- 2/3 Далматинци (Буњевци)
- 1/3 Раци (Срби)

## Подаци из 1748. године
У Суботици је 1748. године било 562 домаћинства, од којих већина буњевачких. Становници православне вере (Срби) живели су у 58 домова, а Мађари у 48 домова.

## Подаци из 1778. године
1778. године, број становника Суботице износио је 21.471, од којих су 17.043 (79,38%) били Буњевци и Срби.

## Подаци из 1786. године
Суботица је 1786. године имала преко 24.000 становника, од којих, поред већинских Буњеваца, 1/4 Срба и 1/8 Мађара.

## Подаци из 1868. године
Према Буњевачком календару за 1868. годину, Суботица је имала 63.000 становника, а етнички састав града изгледао је овако:
- Буњевци = 50.000 (79,37%)
- Мађари = 6.000 (9,52%)
- Срби = 3.500 (5,56%)
- Јевреји = 1.300 (2,06%)
- остали (укључујући Дунавске Швабе (Немце), итд.)

## Подаци из 1880. године
1880. године, у Суботици је било 62.556 становника, од којих је 31.592 (или 50,5%) говорило мађарски језик.

## Подаци из 1890. године
Језички попис Суботице према подацима из 1890. године: Суботица је имала 72.737 становника, који су говорили следеће језике:
- Мађарски језик = 38.327 (52,69%)
- Језик Раца = 31.843 (43,78%), укључујући српски, буњевачки и шокачки говор
- Немачки језик = 1.898 (2,61%)
- Словачки језик = 476
- Словеначки језик = 64
- Хрватски језик = 19
- Влашки језик (Румунски језик) = 16
- Русински језик = 2

## Подаци из 1910. године
Према попису из 1910. године, језички састав је изгледао овако: 94.610 становника је подељено по најчешће говореном језику:
- Мађарски = 55.587 (58,75%)
- Буњевачки = 33.247 (35,14%)
- Српски = 3.514 (3,71%)
- Немачки = 1.913 (2,02%)
- Словачки = 100
- Влашки (Румунски) = 60
- Хрватски = 39
- Русински = 7
- остали језици

## Подаци из 1919. године
Етнички састав Суботице према попису из 1919. године - од укупно 101.286 становника, било је припадника следећих етничких група:
- Буњевци = 65.135 (64,31%)
- Мађари = 19.870 (19,62%)
- Срби = 8.737 (8,63%)
- Немци (Дунавске Швабе) = 4.251 (4,20%)
- Јевреји = 3.293 (3,25%)

## Подаци из 1929. године
Језички састав становништва Суботице према попису из 1929. године - од укупно 90.961 становника, било је говорника следећих језика:
- Српски или Хрватски језик = 60.700 (66,73%)
- Мађарски = 26.750 (29,41%)
- Немачки = 2.470 (2,72%)

По вери, било је:
- 78.490 (86,29%) католика
- 6.570 (7,22%) православних

## Подаци из 1931. године
Језички састав становништва Суботице према попису из 1931. године - од укупно 100.058 становника, било је говорника следећих језика:
- Српски или Хрватски језик = 53.484 (53,45%)
- Мађарски = 41.401 (41,38%)
- Немачки = 2.865 (2,86%)

Међу говорницима српског или хрватског језика било је 43.933 католика, 9.079 православних и 255 Јевреја, док је међу говорницима мађарског језика било 37.608 католика и 2.443 Јевреја.

## Подаци из 1941. године
1941. године, у Суботици је било 102.726 становника, од којих је:
- 61.581 (или 59,95%) говорило мађарски језик
- 38.428 (или 37,41%) говорило српскохрватски језик
- 1.787 (или 1,74%) говорило немачки језик

## Подаци из 1948. године
По попису из 1948. године, Град Суботица је имао 112.194 становника, од којих:
- Мађари = 51.716 (46,10%)
- Хрвати = 45.608 (40,65%)
- Срби = 11.617 (10,35%)

Напомена: Пописни резултати се односе на шире подручје града. Када се изузме број становника околних насељених места која су у овом периоду добила статус самосталних насеља, Суботица је 1948. године имала 63.079 становника.

## Подаци из 1953. године
По попису из 1953. године, Град Суботица је имао 115.342 становника, од којих:
- Мађари = 54.237 (47,02%)
- Хрвати = 39.668 (34,39%)
- Срби = 12.189 (10,57%)
- Југословени (неопредељени) = 6.433 (5,58%)

## Подаци из 1961. године
По попису из 1961. године, Град Суботица је имао 111.030 становника, од којих:
- Мађари = 53.559 (48,24%)
- Хрвати = 41.844 (37,69%)
- Срби = 12.779 (11,51%)

## Подаци из 1971. године
По попису из 1971. године, Град Суботица је имао 146.773 становника, од којих:
- Мађари = 72.572 (49,45%)
- Хрвати = 46.331 (31,57%)
- Срби = 19.038 (12,97%)
- Југословени = 4.927 (3,36%)

## Подаци из 1981. године
По попису из 1981. године, Град Суботица је имао 154.611 становника, од којих:
- Мађари = 71.064 (45,96%)
- Хрвати = 32.589 (21,08%)
- Срби = 20.674 (13,37%)
- Југословени = 17.130 (11,08%)

градско насеље Суботица је имало 100.516 становника, од којих:
- Мађари = 44.065 (43,84%)
- Хрвати = 19.838 (19,74%)
- Срби = 13.959 (13,89%)
- Југословени = 13.772 (13,7%)
- Црногорци = 1.119 (1,11%)

## Подаци из 1991. године
По попису из 1991. године, Суботица је имала 100.386 становника, од којих:
- Мађари = 39.749 (39,6%)
- Југословени = 17.454 (17,39%)
- Срби = 15.734 (15,67%)
- Буњевци = 10.874 (10,83%)
- Хрвати = 10.683 (10,64%)
- Црногорци = 1.434 (1,43%)

## Подаци из 2002. године
По попису из 2002. године, Суботица је имала 105.681 становника, од којих:
- Мађари = 34.983 (34,99%)
- Срби = 26.242 (26,25%)
- Буњевци = 10.870 (10,87%)
- Хрвати = 10.424 (10,43%)
- Југословени = 6.787 (6,79%)
- Црногорци = 1.596 (1,6%)
- Роми = 1.171 (1,17%)

## Подаци из 2011. године
По попису из 2011. године, Суботица је имала 99.981 становника, од којих:
- Мађари = 34.511 (32,66%)
- Срби = 31.558 (29,86%)
- Хрвати = 9.698 (9,18%)
- Буњевци = 9.236 (8,74%)
- Југословени = 2.728 (2,58%)
- Роми = 2.586 (2,45%)
- Црногорци = 1.210 (1,14%)

## Извори и литература
- Antunović, Ivan (1882). Razprava o podunavskih i potisanskih Bunjevcih i Šokcih u pogledu narodnom, vjerskom, umnom, gradjanskom i gospodarskom (PDF). Beč.
- Иванић, Иван (1899). Буњевци и Шокци у Бачкој, Барањи и Лици (историја, етнографија, култура, друштво, бројно и привредно стање, етничке особине) (PDF). Београд.
- Слободан Ћурчић, Број становника Војводине, Нови Сад, 1996.
- Слободан Ћурчић, Насеља Бачке - географске карактеристике, Нови Сад, 2007.
- Етнолингвистичка и историјска истраживања о Буњевцима, Зборник радова са научног скупа одржаног 25. октобра 2008. године у Суботици, Матица српска, Нови Сад, 2008.
- Сеоске цркве и гробља у Војводини, Нови Сад, 2000.
- Иван Иванић, О Буњевцима, Суботица, 1894.
- Буњевачки календар за приступну 1868. годину.
- Душан Ј. Поповић, Срби у Војводини, књиге 1-3, Нови Сад, 1990.